# Tolumnia compressicaulis
Tolumnia compressicaulis là một loài thực vật có hoa trong họ Lan. Loài này được (Withner) Braem miêu tả khoa học đầu tiên năm 1986.